# ウェイマス (イングランド)
ウェイマス（英: Weymouth）は、イングランドのドーセット州にあるタウン。行政上は、ウェイマス・アンド・ポートランドに属している。ドーチェスターの南13km、ポートランド島の北8kmに位置している。タウンの人口は、2011年現在で52,323人であった。
ウェイマスとポートランドの間は、A354の橋で繋がっていて、同じ基礎自治体のウェイマス・アンド・ポートランドに属している。 
漁業や貿易を行う人数は減ってしまったが、18世紀から観光業が発展し続けており、現在ではタウンの主要産業に成長している。ウェイマスは観光リゾートで、経済は港湾と、観光アトラクションに依存している。ウェイマス港は、ドーバー海峡を渡るフェリーの港であり、多くのプレジャーボートやプライベート・ヨットの母港でもある。
2012年のロンドンオリンピックではセーリングが行われた。

## スポーツ
- ウェイマスFC - ウェイマスを本拠地とするサッカーのクラブチーム

## 出身人物
- ヘンリー・モーズリー - 物理学者
- エドガー・F・コッド - 計算機科学者　（ポートランド島出身）
- ポール・グレアム - Y-Combinatorの創業者